# Amos Tutuola
Amos Tutuola (n. 20 iunie, 1920 - d. 8 iunie, 1997) a fost un scriitor nigerian, celebru pentru cărțile sale inspirate din folclorul Yoruba.